# 双井镇 (唐山市)
双井镇，是中华人民共和国河北省唐山市曹妃甸区下辖的一个乡镇级行政单位。
2013年，河北省民政厅批复同意将唐海镇所辖的双井、城子、沿海、郭庄子、太平庄子、青佗、三家子、桑庄子、李家房子、王庄子、刘庄子、港东、刘家铺13个村民委员会和第九农场居民委员会从唐海镇划出，设立双井镇，面积64.23平方公里，人口15202人。镇人民政府驻双井村曙光街3号。

## 行政区划
双井镇下辖以下地区：
第九农场社区、王庄子生产队、刘庄子生产队、刘家铺生产队、港东生产队、双井村、沿海村、郭庄子村、太平庄子村、青坨村、城子村、三家子村、桑庄子村和李家房子村。